# Championnats du monde de cyclisme sur route 2025
Navigation
Zurich 2024 2026
Les championnats du monde de cyclisme sur route 2025, 92e édition des championnats du monde de cyclisme sur route, ont lieu du 21 au 28 septembre 2025 à Kigali, au Rwanda.
En juillet 2018, l'Union cycliste internationale (UCI) exprime sa volonté d'octroyer pour la première fois à une fédération africaine l'organisation de cet événement. En février 2019, la fédération rwandaise annonce son intention de postuler via sa capitale Kigali. La ville de Tanger au Maroc est également candidate. Le 23 septembre 2021, l'organisation est officiellement attribuée à la capitale rwandaise. Le pays organise chaque année depuis 2001 le Tour du Rwanda qui, avec la Tropicale Amissa Bongo au Gabon, est la course par étapes la plus importante de l'UCI Africa Tour. Amaury Sport Organisation, l'organisateur du Tour de France et Golazo, l'organisateur de course cycliste belge, sont chargés de soutenir l'organisation locale,.
Pour ces championnats, l'Union cycliste internationale décide d'ajouter deux nouvelles épreuves pour les Moins 23 Femmes, en course en ligne et en contre-la-montre individuel. Si les titres sont déja décernés depuis 2022, les athlètes ont pour la première fois leurs épreuves à elles séparément des épreuves élites. Il y a donc autant d'épreuves féminines que masculines.

## Parcours

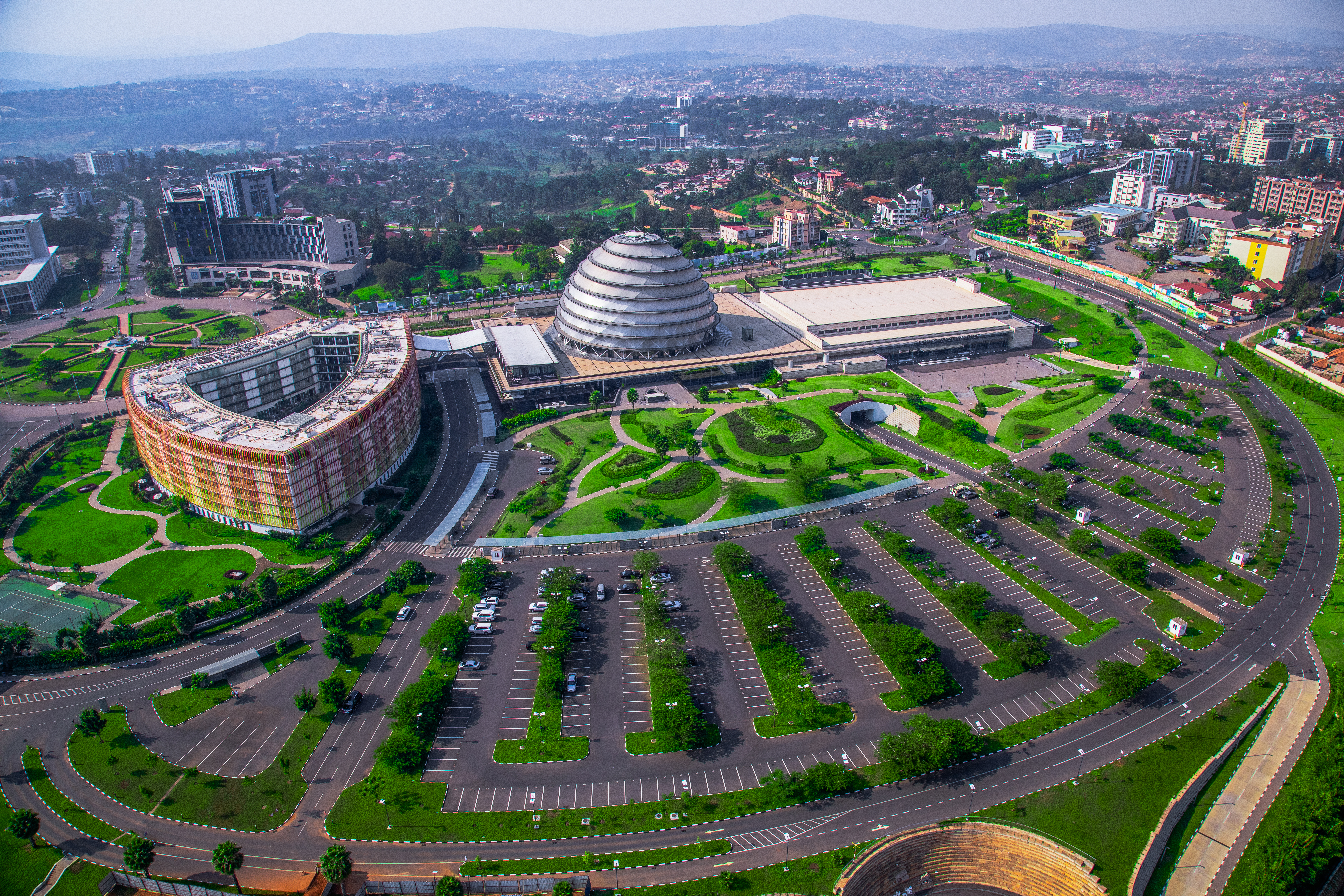
Le Centre des Congrès de Kigali.

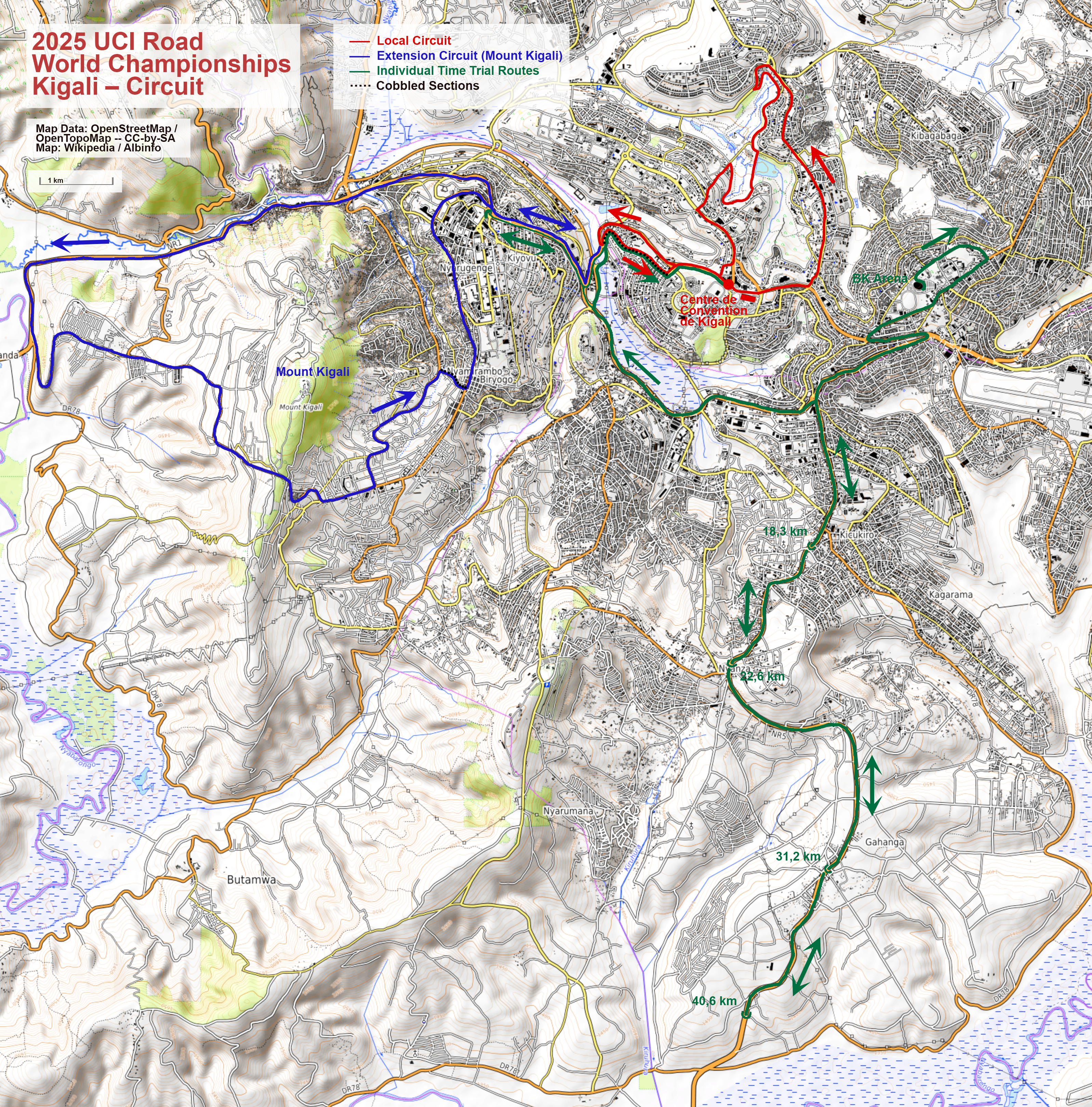
Cartes des circuits et routes des contre-la-montre individuels.

Le parcours est annoncé à l'occasion des championnats du monde de cyclisme sur route 2024 à Zurich. Il est considéré comme l'un des parcours les plus difficiles de l'histoire des mondiaux,. 
Les courses en ligne commencent et se terminent au Centre des Congrès de Kigali. Elles se déroulent principalement sur un circuit de près de 15 kilomètres, à parcourir plusieurs fois selon les catégories. Dans la course élite masculine, le 10e tour est élargi à 42 kilomètres pour inclure une boucle sur le Mont Kigali (5,9 km à 6,9 %). Sur cette boucle, on passe également le Mur de Kigali (400 m à 11 % sur des pavés) utilisé sur le Tour du Rwanda. La Côte de Kimihurura (une rue pavée de 1,3 kilomètre de long avec une pente moyenne mais irrégulièrement répartie de 6,3 %), située peu avant l'arrivée, devrait jouer un rôle central dans le final.
Les contre-la-montre individuels débutent à la BK Arena et se terminent au Convention Center. Sur le tracé, un tronçon de la route nationale 5 est parcouru en allers-retours, dont la distance varie selon la catégorie. Peu avant l'arrivée, la Côte de Kimihurura est à nouveau franchie. Le relais mixte se déroule sur un parcours similaire, mais est conçu comme un circuit avec départ et arrivée au Palais des Congrès,.

## Programme
- Heure locale — UTC+02:00

| Date                                      | Horaires | Horaires | Événement              | Distance | Dénivelé | Tours |
| ----------------------------------------- | -------- | -------- | ---------------------- | -------- | -------- | ----- |
| Contre-la-montre individuel               |          |          |                        |          |          |       |
| 21 septembre                              | 10 h 10  | 12 h 55  | Élite femmes           | 31,2 km  | 460 m    |       |
| 21 septembre                              | 13 h 45  | 16 h 50  | Élite hommes           | 40,6 km  | 680 m    |       |
| 22 septembre                              | 10 h 35  | 12 h 45  | Moins de 23 ans femmes | 18,3 km  | 225 m    |       |
| 22 septembre                              | 13 h 35  | 16 h 30  | Moins de 23 ans hommes | 31,2 km  | 460 m    |       |
| 23 septembre                              | 10 h 45  | 12 h 45  | Junior femmes          | 22,6 km  | 350 m    |       |
| 23 septembre                              | 14 h 00  | 16 h 30  | Junior hommes          | 22,6 km  | 350 m    |       |
| Contre-la-montre par équipes relais mixte |          |          |                        |          |          |       |
| 24 septembre                              | 12 h 30  | 17 h 00  | Relais mixte           | 42,4 km  | 740 m    | 2     |
| Course en ligne                           |          |          |                        |          |          |       |
| 25 septembre                              | 13 h 05  | 16 h 30  | Moins de 23 ans femmes | 119,3 km | 2 435 m  | 8     |
| 26 septembre                              | 08 h 00  | 11 h 15  | Junior hommes          | 119,3 km | 2 435 m  | 8     |
| 26 septembre                              | 12 h 00  | 16 h 25  | Moins de 23 ans hommes | 164,6 km | 3 350 m  | 11    |
| 27 septembre                              | 08 h 20  | 10 h 40  | Junior femmes          | 74 km    | 1 520 m  | 5     |
| 27 septembre                              | 12 h 05  | 16 h 45  | Élite femmes           | 164,6 km | 3 350 m  | 11    |
| 28 septembre                              | 09 h 45  | 16 h 45  | Élite hommes           | 267,5 km | 5 475 m  | 15+1* |

1. ↑  Une extension de circuit d'une longueur de 42 km.

## Podiums

### Épreuves masculines
| Épreuves                             | Or | Or | Or | Argent | Argent | Argent | Bronze | Bronze | Bronze |
| ------------------------------------ | -- | -- | -- | ------ | ------ | ------ | ------ | ------ | ------ |
| Élites                               |    |    |    |        |        |        |        |        |        |
| Course en ligne Résultats détaillés  |    | en |    |        | +      |        |        | +      |        |
| Contre-la-montre Résultats détaillés |    | en |    |        | +      |        |        | +      |        |
| Moins de 23 ans                      |    |    |    |        |        |        |        |        |        |
| Course en ligne Résultats détaillés  |    | en |    |        | +      |        |        | +      |        |
| Contre-la-montre Résultats détaillés |    | en |    |        | +      |        |        | +      |        |
| Juniors                              |    |    |    |        |        |        |        |        |        |
| Course en ligne Résultats détaillés  |    | en |    |        | +      |        |        | +      |        |
| Contre-la-montre Résultats détaillés |    | en |    |        | +      |        |        | +      |        |

### Épreuves féminines
| Épreuves                             | Or | Or | Or | Argent | Argent | Argent | Bronze | Bronze | Bronze |
| ------------------------------------ | -- | -- | -- | ------ | ------ | ------ | ------ | ------ | ------ |
| Élites                               |    |    |    |        |        |        |        |        |        |
| Course en ligne Résultats détaillés  |    | en |    |        | +      |        |        | +      |        |
| Contre-la-montre Résultats détaillés |    | en |    |        | +      |        |        | +      |        |
| Moins de 23 ans                      |    |    |    |        |        |        |        |        |        |
| Course en ligne Résultats détaillés  |    | en |    |        | +      |        |        | +      |        |
| Contre-la-montre Résultats détaillés |    | en |    |        | +      |        |        | +      |        |
| Juniors                              |    |    |    |        |        |        |        |        |        |
| Course en ligne Résultats détaillés  |    | en |    |        | +      |        |        | +      |        |
| Contre-la-montre Résultats détaillés |    | en |    |        | +      |        |        | +      |        |

### Épreuve mixte
| Épreuves                                                         | Or | Or | Argent | Argent | Bronze | Bronze |
| ---------------------------------------------------------------- | -- | -- | ------ | ------ | ------ | ------ |
| Contre-la-montre par équipes en relais mixte Résultats détaillés | NC | en | NC     | +      | NC     | +      |